# Gaston Rahier
Gaston Rahier (ur. 1 lutego 1947 w Chaineux, zm. 8 lutego 2005 w Paryżu) – belgijski motocyklista rajdowy, specjalista od rajdów terenowych. Trzykrotny mistrz świata FIM Motocross w latach: 1975, 1976 i 1977 w kategorii 125 cm³. Dwukrotny zwycięzca Rajdu Dakar: w 1984 i 1985 (motocyklem marki BMW).
W swojej karierze zwyciężał w ponad 1000 wyścigach. W 1977 r. otrzymał nagrodę za wybitne osiągnięcia sportowe dla Belgii. W 1985 r. wraz z lekkoatletą Vincentem Rousseau został sportowcem roku Belgii. W 1987 r. wziął udział w wyścigu 24h Le Mans, gdzie wraz z Francuzami: Jean-Philippe Grandem i Jacques Terrienem zajęli 12. miejsce jadąc Rondeau M482 w teamie Graff Racing. W latach 1986–1988 startował również w seriach WTCC, ETCC i Formule Ford.
8 lutego 2005 roku zmarł na nowotwór.

## Osiągnięcia
| Rok  | Impreza               | Wynik |
| ---- | --------------------- | ----- |
| 1975 | MŚ Motocross          |       |
| 1976 | MŚ Motocross          |       |
| 1976 | Motocross des Nations |       |
| 1977 | MŚ Motocross          |       |
| 1978 | MŚ Motocross          |       |
| 1979 | MŚ Motocross          |       |
| 1984 | Rajd Dakar 1984       |       |
| 1985 | Rajd Dakar 1985       |       |
| 1987 | Rajd Dakar 1987       |       |